# Dobiesław (przystanek kolejowy)
Dobiesław – nieczynny przystanek kolejowy w Dobiesławiu, w powiecie gryfickim, w województwie zachodniopomorskim, w Polsce.